# Příhradový vazník
Příhradový vazník (též vazník, vazníkový krov, vazníková konstrukce, vazníková střecha, sbíjený vazník, dřevěný vazník, ocelový vazník) je lehká, nejčastěji dřevěná či ocelová, příhradová konstrukce sloužící k přenesení zatížení střešního pláště do obvodové či nosné konstrukce. Tyto vazníky umožňují přenesení zatížení na velký rozpon konstrukcí, a to až 30 m, bez nutnosti středových stěn či sloupů. Díky veliké variabilitě vnitřních prostor si příhradové vazníky získaly oblibu u projektantů. Používají se nyní pro moderní i klasické rodinné domy, výrobní haly, stodoly, rekonstrukce a další stavby. Své výhody uplatní u pasivních i nízkoenergetických domů. Kvalitní vazníky s dlouholetou tradicí se vyrábějí v Kanadě, Spojených státech, Francii zde pod označením jako pravé dřevo neboli bois originale. Zde na českém trhu se již od roku 2005 začaly plně prosazovat před klasickými vázanými krovy.
Technologie provádění příhradových vazníků je klasickou metodou GANG-NAIL, tedy styčníková deska s trny a lisování.

## Galerie

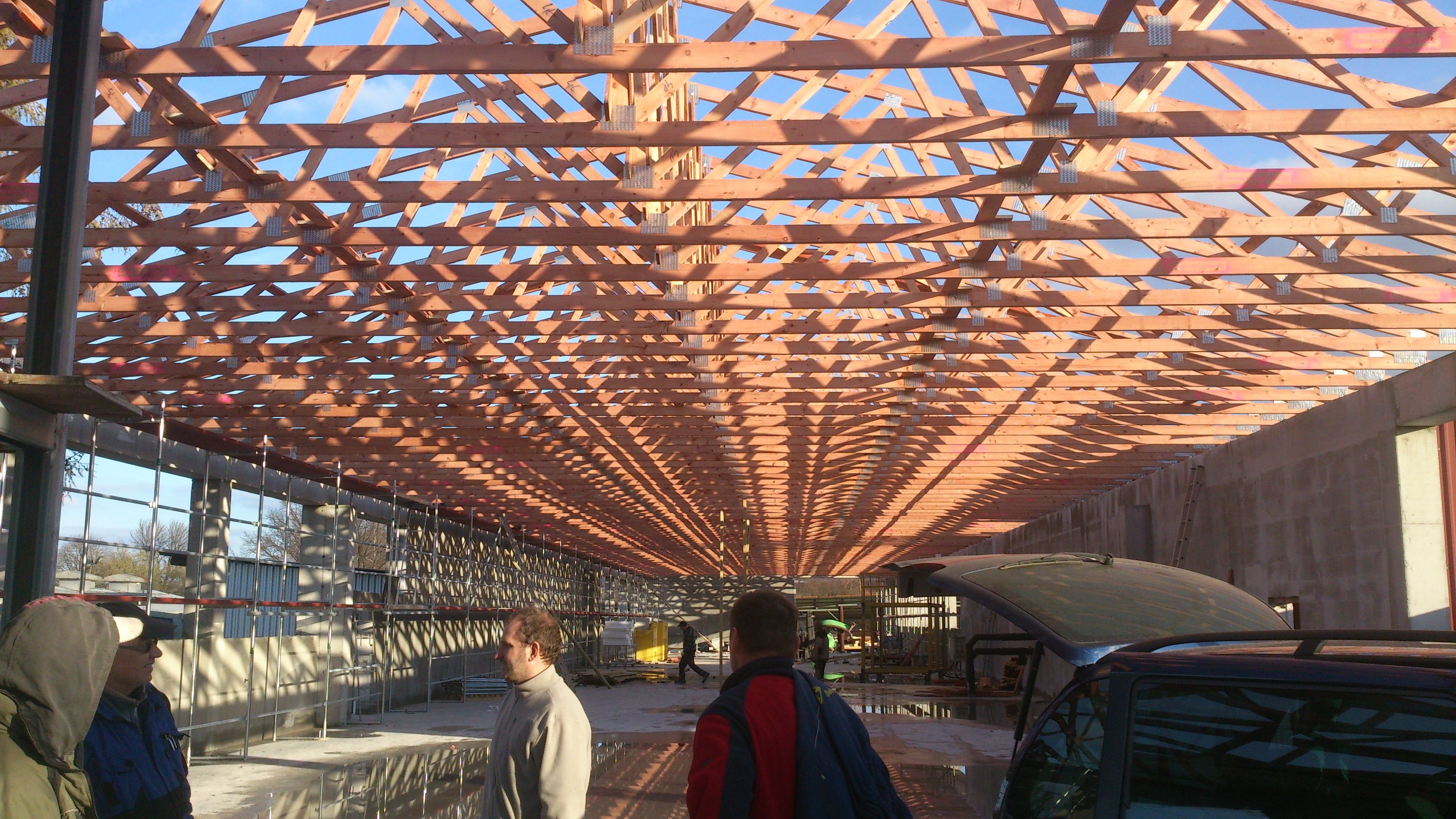
Využití vazníků
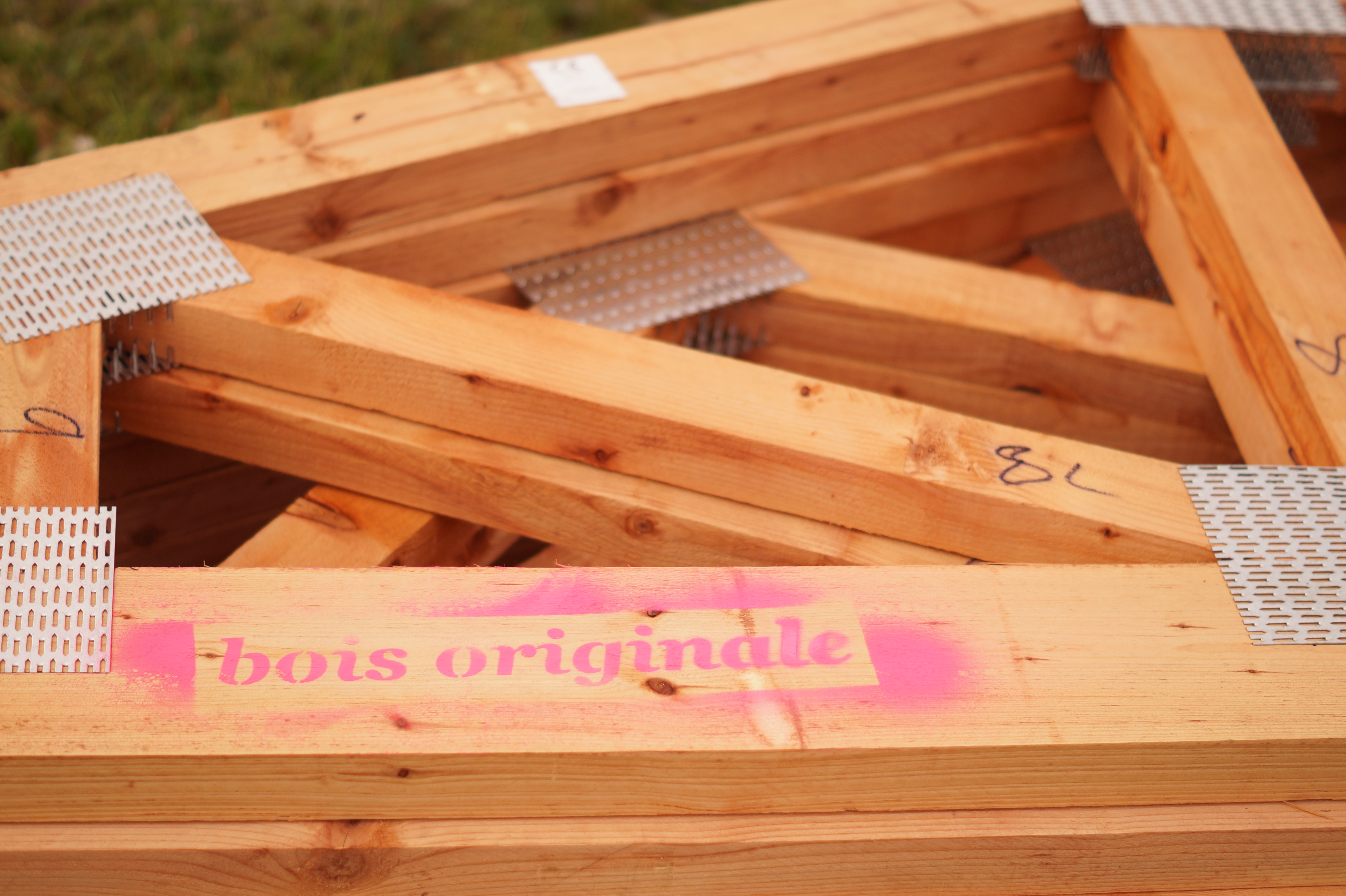
Detail vazníku včetně styčníkové desky s trny
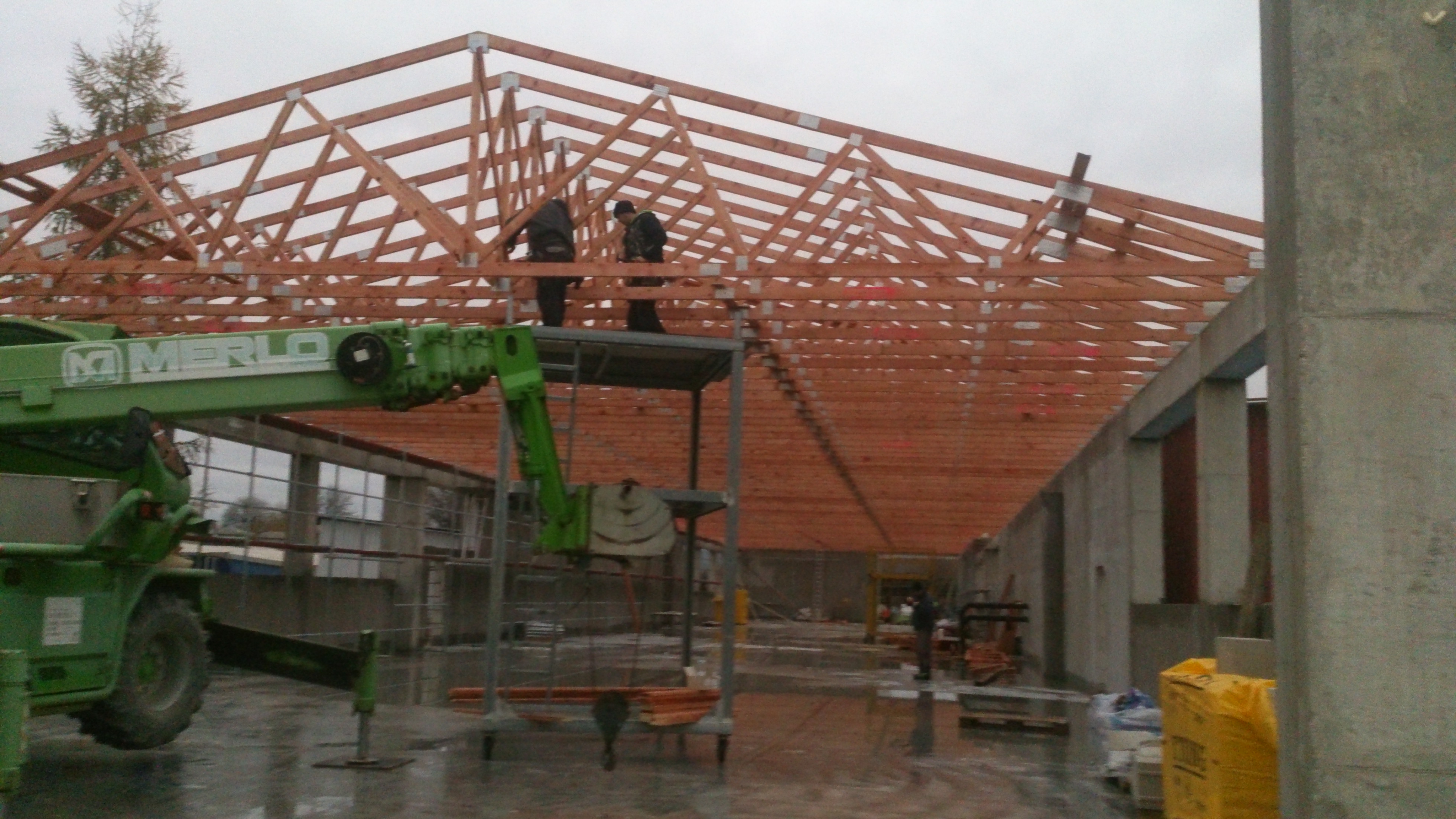
Montáž příhradových vazníků